# Airport Road
Airport Road és una concentració de població designada pel cens dels Estats Units a l'estat de Wyoming. Segons el cens del 2000 tenia 297 habitants.

## Demografia
Segons el cens del 2000, Airport Road tenia 297 habitants, 110 habitatges, i 85 famílies. La densitat de població era de 30,7 habitants/km².
Dels 110 habitatges en un 33,6% hi vivien nens de menys de 18 anys, en un 71,8% hi vivien parelles casades, en un 1,8% dones solteres, i en un 22,7% no eren unitats familiars. En el 20% dels habitatges hi vivien persones soles el 8,2% de les quals corresponia a persones de 65 anys o més que vivien soles. El nombre mitjà de persones vivint en cada habitatge era de 2,7 i el nombre mitjà de persones que vivien en cada família era de 3,15.
Per edats la població es repartia de la següent manera: un 26,3% tenia menys de 18 anys, un 6,7% entre 18 i 24, un 21,2% entre 25 i 44, un 29% de 45 a 60 i un 16,8% 65 anys o més.
L'edat mediana era de 43 anys. Per cada 100 dones de 18 o més anys hi havia 99,1 homes.
La renda mediana per habitatge era de 66.806 $ i la renda mediana per família de 80.221 $. Els homes tenien una renda mediana de 31.042 $ mentre que les dones 20.458 $. La renda per capita de la població era de 27.891 $. Cap de les famílies estaven per davall del llindar de pobresa.

## Poblacions més properes
El següent diagrama mostra les poblacions més properes.